# Montornès del Vallès
Montornès del Vallès és un municipi de Catalunya situat a la comarca del Vallès Oriental. S'estén per la vall baixa del riu Mogent, fins prop de la seva confluència amb el riu Congost per a formar el Besòs (aquests dos darrers rius formen en part el límit W del terme), i accidentat al sector SE pels darrers contraforts de la Serralada Litoral (turó de Sant Miquel de Montornès, 413 m)

## Geografia
- Llista de topònims de Montornès del Vallès (Orografia: muntanyes, serres, collades, indrets..; hidrografia: rius, fonts...; edificis: cases, masies, esglésies, etc).

## Història
La recerca arqueològica confirma la presència a la zona d'assentaments neolítics (jaciment de la bòbila d'en Joca, cistes de la Torrassa, etc.), ibèrics (Poblat del Turó de Sant Miquel) i romans (fortificació de Can Roina, terminus Augustalis i restes de vil·les a Can Masferrer, Can Palau i la Torrassa).
L'any 1108 apareix documentat el castell de Montornès, que fou propietat comtal fins que el 1342 Pere el Cerimoniós el vengué als Montornès, senyors feudals de la Torre Tavernera. Sembla que el poble, aleshores un conjunt dispers de cases pairals, canvià la seva denominació antiga de Palau d'Ametlla per la de Montornès.
Com a municipi es va formar a partir del segle xix al voltant de l'església parroquial de Sant Sadurní, que, juntament amb la parròquia de Vallromanes, formà el terme del Castell de Montornès. Posteriorment es va passar a anomenar Sant Miquel de Montornès.
A Montornès es va lliurar la penúltima batalla de la Guerra dels Remences, el 4 gener de 1485. El veguer de Barcelona, el temible Pere Anton de Rocacrespa, fou derrotat pels pagesos revoltats encapçalats per Bartomeu Sala, nascut a Montornès i nebot del cabdill remença Pere Joan Sala. La victòria comportà, mesos més tard, l'alliberament camperol del domini feudal exercit per la noblesa terratinent, amb la promulgació de la Sentència Arbitral de Guadalupe, que establia les bases pel progrés social de l'època Moderna.
Posteriorment el terme va mantindre la seva vida agrícola només alterada per la Guerra dels Segadors, la Guerra de Successió, el bandolerisme, la Guerra del Francès i la Guerra Civil espanyola.
L'any 1933 es va segregar del terme el fins llavors veïnat de Vallromanes.
L'any 1940, acabada la Guerra Civil espanyola, Montornès tenia poc més de mil habitants. No va ser fins a l'any 1964 que hi hagué la gran transformació. Aquesta va arribar amb la inauguració, del polígon industrial Riera-Marsà, promogut pel propietari de bona part de la plana del riu Mogent. Es van construir fàbriques i els primers habitatges de la Ciutat Satèl·lit, complex allunyat un quilòmetre del centre urbà.
Seguidament va haver-hi una arribada massiva d'immigrants procedents del sud d'Espanya que va fer augmentar considerablement la població del municipi.
Les feines del camp es van anar substituint per les activitats de producció i serveis.
L'any 1984 el sector anomenat popularment el Raval es va segregar del terme juntament amb una part del municipi de La Roca del Vallès, formant un nou municipi independent: Vilanova del Vallès.
Des de llavors el municipi no ha deixat de fer créixer la seva indústria. I no ha parat de rebre immigrants, aquest cop de tot el món.

## Administració
| Període     | Alcalde o alcaldessa                                  | Partit polític | Data de possessió | Observacions |
| ----------- | ----------------------------------------------------- | -------------- | ----------------- | ------------ |
| 1979–1983   | Félix Montero Garcia                                  | PSUC           | 19/04/1979        | --           |
| 1983–1987   | Félix Montero Garcia / Esteban López Torreblanca      | PSUC           | 28/05/1983        | --           |
| 1987–1991   | Esteban López Torreblanca                             | IC             | 30/06/1987        | --           |
| 1991–1995   | Esteban López Torreblanca / M. Pilar Carrillo Márquez | IC             | 15/06/1991        | --           |
| 1995–1999   | José M. Ruiz Alarcón                                  | PSC            | 17/06/1995        | --           |
| 1999–2003   | José M. Ruiz Alarcón / Daniel Cortés Martín           | PSC            | 03/07/1999        | --           |
| 2003–2007   | Daniel Cortés Martín                                  | PSC            | 14/06/2003        | --           |
| 2007–2011   | Daniel Cortés Martín                                  | PSC            | 16/06/2007        | --           |
| 2011–2015   | José Antonio Montero Domínguez                        | ICV-EUiA       | 11/06/2011        | --           |
| 2015–2019   | José Antonio Montero Domínguez                        | ICV-EUiA       | 13/06/2015        | --           |
| 2019-2023   | n/d                                                   | n/d            | 15/06/2019        | --           |
| Des de 2023 | n/d                                                   | n/d            | 17/06/2023        | --           |

## Demografia
| Entitat de població | Habitants (2023) |
| Montornès Centre    | 13.131           |
| Montornès Nord      | 3.669            |
| Font: Idescat       |                  |

| 1497 f | 1515 f | 1553 f | 1717 | 1787 | 1857  | 1877  | 1887  | 1900  | 1910  |
| ------ | ------ | ------ | ---- | ---- | ----- | ----- | ----- | ----- | ----- |
| 38     | 41     | 36     | 250  | 546  | 1.180 | 1.149 | 1.179 | 1.044 | 1.112 |

| 1920  | 1930  | 1940  | 1950  | 1960  | 1970  | 1981   | 1990   | 1992   | 1994   |
| ----- | ----- | ----- | ----- | ----- | ----- | ------ | ------ | ------ | ------ |
| 1.169 | 1.264 | 1.011 | 1.166 | 1.402 | 7.364 | 10.128 | 10.869 | 10.929 | 10.929 |

| 1996   | 1998   | 2000   | 2002   | 2004   | 2006   | 2008  | 2010  | 2012   | 2014   |
| ------ | ------ | ------ | ------ | ------ | ------ | ----- | ----- | ------ | ------ |
| 11.970 | 12.098 | 12.426 | 13.171 | 14.065 | 14.516 | 15118 | 15819 | 16.192 | 16.217 |

| 2016   | 2018   | 2020   | 2022   | 2024   | 2026 | 2028 | 2030 | 2032 | 2034 |
| ------ | ------ | ------ | ------ | ------ | ---- | ---- | ---- | ---- | ---- |
| 16.218 | 16.263 | 16.644 | 16.707 | 17.089 | -    | -    | -    | -    | -    |

En el cens del 1940 es produeix la desagregació de Vallromanes (402 hab.), i el 1981 la de Vilanova del Vallès (1.322 hab).

## Festa Major
La Festa Major de Montornès se celebra el tercer cap de setmana de setembre. Dels diferents actes que s'inicien divendres a la nit i conclouen el dilluns següent, destacaríem diversos moments que fan característica i pintoresca aquesta festa major:
El primer d'ells, és conegut com la "cremada de l'Ajuntament". La colla de diables del poble munta cada any un espectacle pirotècnic i musical en el qual sembla que es cremi la Casa de la Vila. Alguna vegada, es va fer el mateix espectacle, però tenint com a base l'església romànica del poble. Un altre moment especial és el corre-foc que, després de repartir foc i soroll pels carrers del poble acompanyats d'altres colles convidades, acaben la seva passejada a la Plaça Pau Picasso amb un mar de foc.
Cal destacar també, el "Ball de la Batalla" que duu a terme la colla de gegants de Montornès protagonitzada pels dos gegants del poble: en Pere Anton de Rocacrespa i en Bartomeu Sala. És l'única dansa de gegants en la que un dels dos, en Pere Anton que és el soldat, cau a terra vençut, sostingut a l'últim moment pels membres de la colla gegantera.
Per acabar, cal destacar els moments que ens ofereixen les diferents colles del poble amb les seves propostes i activitats que, any rere any, s'esforcen a mantenir i dur a terme.

## Masies
- Mas Vilaró
- Can Masferrer
- Can Coll
- Can Roca-Umbert

## Entitats
- Drac i Diables de Montornès
- Gegants de Montornès del Vallès[4]
- Club Atletisme Montornès
- Centre d'estudis de Montornès
- Esbart Dansaire La Lira
- Penya Pere Anton
- Penya Els Bartomeus